# Ayenia cubensis
Ayenia cubensis är en malvaväxtart som beskrevs av A. Rodríguez Fuentes. Ayenia cubensis ingår i släktet Ayenia och familjen malvaväxter. Inga underarter finns listade i Catalogue of Life.